# Dypterygia tripterygia
Dypterygia tripterygia är en fjärilsart som beskrevs av Eugen Johann Christoph Esper 1787. Dypterygia tripterygia ingår i släktet Dypterygia och familjen nattflyn. Inga underarter finns listade i Catalogue of Life.